# Johnstone Ridge
Johnstone Ridge ist ein hauptsächlich eisfreier Gebirgszug im Australischen Antarktis-Territorium. In der Britannia Range des Transantarktischen Gebirges erstreckt er sich 11 km nördlich des Mount Olympus zur Südseite des Hatherton-Gletschers.
Das Advisory Committee on Antarctic Names benannte ihn 1965 nach dem Neuseeländer Graeme N. Johnstone, Mitglied der Mannschaft auf der Byrd-Station zur Erforschung des Polarlichts im Winter 1962 und auf der McMurdo-Station im Winter 1964.